# 螺溪镇 (泰和县)
螺溪镇是江西省泰和县下辖的一个镇，位于县境西北部，总面积85平方公里，人口3.4万人，其中圩镇面积3.8平方公里，人口8000余人。境内有井冈山机场和著名古村落爵誉村。三都牛市是赣中南最大的肉牛交易市场。

## 地理
除东南边沿为丘陵外，其余区域均为平原。牛吼河（灉水下游段）及其从槎滩陂分流出来的灌溉系统自西部的禾市镇入境，穿越全境，在东北与禾水汇合后，注入石山乡。

## 交通
井冈山机场位于境内，319国道、泰井高速公路（境内设有机场出入口）横穿而过，三都圩距县城18公里、泰和火车站23公里。

## 政区沿革
1950年时属三都、南岗等乡，1956年设保全、中房两个乡，1958年合并为三都公社。1984年撤消人民公社，改为三都乡，同年因重名改称螺溪乡。1999年9月7日撤消螺溪乡，改设螺溪镇。

## 行政区划
螺溪镇现辖1个居委会和18个村委会，分别为：螺溪居委会、三都村、兰溪村、集丰村、郭瓦村、保健村、保全村、普田村、王家村、路边村、转江村、爵誉村、木垄村、建丰村、中房村、西冈村、藻苑村、三丰村、田丰村，共有248个村民小组，镇政府驻詹瓦坊。